# Жанна д'Арк (опера)
«Жанна д'Арк» (італ. Giovanna d'Arco) — лірико-драматична опера на 3 дії з прологом італійського композитора Джузеппе Верді, прем'єра якої відбулася 15 лютого 1845 року в театрі Ла Скала, Мілан. В основі лібрето, яке написав Темістокле Солера, лежить драма «Орлеанська діва» Фрідріха Шиллера і події з життя Жанни д'Арк. Це сьома опера Верді.

## Історія створення
Партія Жанни писалася спеціально для Ермінії Фреццоліні. Пізніше опера була поставлена на інше лібрето. На вимогу цензури були видалені натяки на визвольну боротьбу, а дію перенесено в давню Грецію.

## Ролі
| Роль                                                                           | Голос   | Виконавець на прем'єрі 15 лютого 1845 року Диригент: Евгеніо Кавалліні |
| ------------------------------------------------------------------------------ | ------- | ---------------------------------------------------------------------- |
| Жанна д'Арк                                                                    | сопрано | Ермінія Фреццоліні                                                     |
| Карл VII, король Франції                                                       | тенор   | Антоніо Поджі                                                          |
| Талбот, английский командир                                                    | бас     | Франческо Лодетті                                                      |
| Жак, батько Жанни, пастух у Дом-Ремі, (вигаданий персонаж)                     | баритон | Філіппо Коліні                                                         |
| Деліль, французький офіцер, (вигаданий персонаж)                               | тенор   | Наполеоне Марконі                                                      |
| Хор: французький народ, французькі офіцери, англійські солдати, демони, ангели |         |                                                                        |

## Сюжет

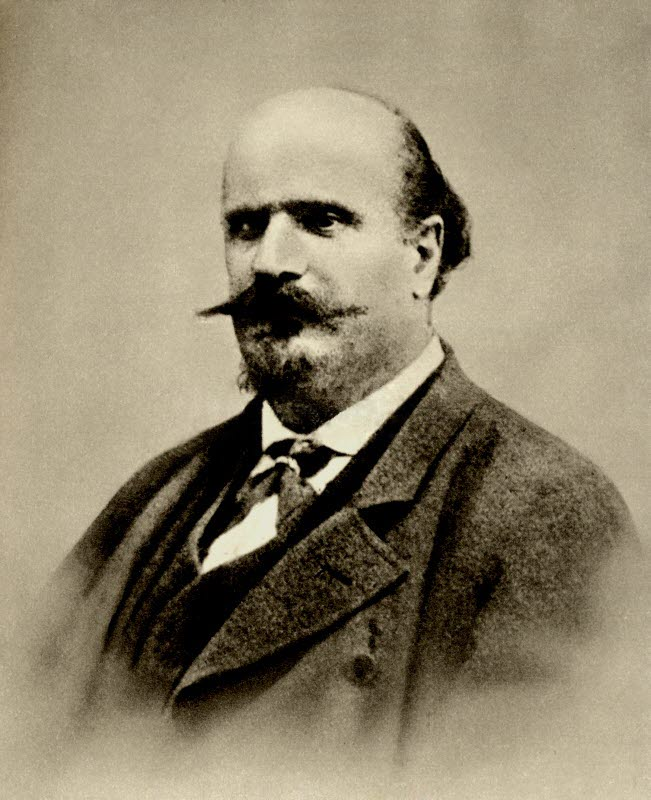
Temistocle Solera, librettist of the opera

Час дії: 1429
Місце дії: Домремі-ла-Пюсель, Реймс і біля Руану, Франція

### Пролог
Сцена 1: Французьке село Домремі
Карл (ще не коронований король Франції) описує своїм офіцерам та жителям села бачення Діви Марії, що наказує йому здатися англійській армії, яка вторглась, і скласти зброю біля підніжжя гігантського дуба. (Арія: Sotto una quercia parvemi — «Під дубом вона з'явилася мені»). Пізніше він висловлює своє розчарування обмеженнями, будучи правителем. (Aria: Pondo è — «Смертельний тягар, мука»).
Сцена 2: Ліс
Біля велетенського дуба, Джакомо молиться за безпеку своєї дочки Жанни, яка перед тим, як заснути біля сусідньої святині, просить у молитвах бути обраною, щоб очолити французькі сили. (Aria: Semper all'alba ed alla sera — «завжди на світанку та ввечері»). Раптом приїжджає Карл, готовий покласти руки біля основи дерева. Тим часом спляча Жанна має видіння, в якому ангели просять її стати солдаткою і привести Францію до перемоги (Tu sei bella, Вальс демонів). Вона кричить, що готова до цього. Карл підслуховує її і вражений сміливістю дівчини. Батько Жанни плаче, вважаючи, що його дочка віддала свою душу дияволу через відданость майбутньому королю.

### Дія 1
Сцена 1: Біля Реймса
Командир англійської армії Талбот намагається переконати своїх зневірених солдатів, що їх неминуча капітуляція перед французами не зумовлена силами зла. Джакомо приїжджає і пропонує свою дочку, вважаючи, що вона перебуває під впливом диявола: Franco son io («Я француз, але в моєму серці ...») і So che per via dei triboli («Я знаю, що первородний гріх»).
Сцена 2: Французький суд у Реймсі
Триває підготовка до коронації Карла. Жанна тужить за простим життям вдома. (Aria: O fatdica foresta — «О пророчий ліс»). Карл зізнається Жанні у коханні. Вона відхиляє його, незважаючи на свої почуття до короля, тому що її голоси застерігають її від земної любові. Карл відвозять до собору в Реймсі для його коронації.

### Дія 2
Катедральна площа
Селяни Реймса зібралися на Катедральній площі, щоб відсвяткувати перемогу Жанни над англійською армією. Французькі солдати ведуть Карла до собору. Джакомо вирішив відмовитись від своєї дочки, яка, на його думку, уклала пакт з дияволом. (Aria: Speme al vecchio era una figlia — «Надія старого чоловіка була донька»). Він віддає її на суд односельчан (Aria: Comparire il ciel m'ha stretto — «Небо змусило мене з'явитися»), і вони переконані, хоча Король відмовляється слухати. Карл благає Жанну захистити себе, але вона відмовляється.

### Дія 3
В англійському таборі
Жанна потрапила в полон до англійської армії і чекає смерті на вогні. Вона бачить перемоги на полі бою і благає Бога стояти біля неї, пояснюючи, як вона виявила свою покірність, відмовившись від своєї мирської любові до короля, як їй заповідали голоси. Джакомо підслуховує її благання і визнає його помилку. Він послаблює вузли дочки, і вона тікає. Вона кидається на поле битви, щоб ще раз обернути французьку поразку на перемогу.
Джакомо благає короля спершу про покарання, а потім про прощення, яке Карл дає йому. Карл дізнається про перемогу Франції на полі бою, а також про смерть Жанни. (Aria: Quale al più fido amico — «Хто з моїх справжніх друзів»). Коли переносять її тіло, Жанна раптом оживає. Джакомо повертає дочку, а король виявляє свою любов. Ангели співають про порятунок і перемогу, коли Жанна вмирає і сходить на небо.